# Hexaedro
Un hexaedro es un poliedro de seis caras. Sus caras han de ser polígonos de cinco lados o menos. Si las seis caras del hexaedro son cuadrados iguales, el hexaedro se denomina regular o cubo, siendo un sólido platónico.

## Etimología
La palabra hexaedro procede del griego ἑξάεδϱος, leída exaedros, formado por ἕξ "seis" y ἕδρα "asiento".

## Número de tipos de hexaedros
- Solo existen siete tipos de hexaedros convexos:

| Prisma rectangular o cuboide - lados de las caras: 4,4,4,4,4,4 - 8 vértices - 12 aristas | Pirámide de base pentagonal - lados de las caras: 5,3,3,3,3,3 - 6 vértices - 10 aristas | - lados de las caras: 5,4,4,3,3,3 - 7 vértices - 11 aristas                                                                                          | - lados de las caras: 5,5,4,4,3,3 - 8 vértices - 12 aristas                                                                                          |
| Doble tetraedro - lados de las caras: 3,3,3,3,3,3 - 5 vértices - 9 aristas               | - lados de las caras: 4,4,4,4,3,3 - 7 vértices - 11 aristas                             | Estos cuerpos presentan quiralidad: no son superponibles utilizando giros en el espacio. - lados de las caras: 4,4,3,3,3,3 - 6 vértices - 10 aristas | Estos cuerpos presentan quiralidad: no son superponibles utilizando giros en el espacio. - lados de las caras: 4,4,3,3,3,3 - 6 vértices - 10 aristas |